# Sicyodes inflectaria
Sicyodes inflectaria är en fjärilsart som beskrevs av Walker 1862. Sicyodes inflectaria ingår i släktet Sicyodes och familjen mätare. Inga underarter finns listade i Catalogue of Life.